# アンドレイ・マフ
アンドレイ・マフ（Andrei Mahu、1991年9月3日 - ）は、トップ14USAペルピニャンに所属するラグビー選手。

## プロフィール
- モルドバ・グロデニ出身[1]。
- ポジションはロック(LO)。
- 身長 183cm、体重 120kg
- モルドバ代表キャップは24(2021年9月現在）[2]。

## 略歴
RCJファルク、ティミショアラ・サラセンズ、ゼブレ、ライオンズ・ピアチェンクバンツァ、RCクバン、クラスノヤルスク、ロンドン・アイリッシュを経て、2021年、USAペルピニャンに加入。